# Gustav Regler
Gustav Regler (Merzig, 25 de mayo de 1898 - Nueva Delhi, 14 de enero de 1963) fue un novelista alemán de pensamiento socialista, destacado como literato y narrador durante el periodo de la República de Weimar, tras su enrolamiento en el ejército alemán durante la Primera Guerra Mundial.
Tras sus experiencias de combate, Regler estudió filosofía en las universidades de Múnich y Heidelberg, alcanzando un doctorado y siendo redactor en el Nürnberg-Fürther Morgenpresse expresando sus simpatías socialistas. En 1929 Regler se integró en el Partido Comunista Alemán, alcanzando notoriedad literaria con sus relatos y cuentos. Tras el ascenso del nazismo al poder en 1933 Regler debió exiliarse y se estableció en París.  
Al estallar la guerra civil española en julio de 1936, Regler se enrola en las Brigadas Internacionales junto con otros militantes comunistas. Regler viaja a España y allí es designado comisario político de la XII Brigada Internacional.
Regler fue herido durante la batalla de Guadalajara, pero aun así continuó sirviendo con las Brigadas, siendo herido nuevamente en la Ofensiva de Huesca de mayo del mismo año. Al no poder seguir prestando servicios militares, volvió a Francia para recabar apoyo en favor del bando republicano pero allí le sorprendió el fin de la guerra española en marzo de 1939. Escribió sobre sus experiencias en España en la obra de 1940 Das grosse Beispiel (traducida y editada en inglés como The Great Crusade). Después de muchos años, en 2012 ha sido traducida al español bajo el título La gran cruzada.
El pacto nazi-soviético de agosto de 1939 causó que Regler se distanciara de la Unión Soviética y finalmente cortase relaciones con el KPD, mientras que el avance alemán sobre Francia en mayo de 1940 le forzó a salir de Europa con su esposa, dirigiéndose a México.
Ya establecido en México, Regler sintió gran afición por la historia y geografía de su nuevo hogar, escribiendo dos libros sobre ese tema y colaborando en publicaciones de los emigrados alemanes en Estados Unidos.  Volvió a Alemania en 1949, estableciéndose en la zona occidental, dedicándose a la literatura y el periodismo. En 1959 logró entrar a EE. UU. (lo cual le había sido vedado en 1950 por su antigua filiación comunista) y su fama creció entre la intelectualidad de ese país desde 1960, siendo comparado frecuentemente con el francés André Malraux. Falleció repentinamente en un viaje periodístico a la India.
Sus memorias fueron publicadas bajo el título Das Ohr des Malchus en 1958.